# Said Halim Bajá
Said Halim Bajá (turco otomano: سعيد حليم پاشا; turco Sait Halim Paşa; 18 de enero de 1863 o 1865-6 de diciembre de 1921) fue un estadista otomano de origen egipcio que se desempeñó como Gran Visir del Imperio Otomano de 1913 a 1917. Fue uno de los perpetradores del genocidio armenio y luego fue asesinado por Arshavir Shirakian como parte de la Operación Némesis, una campaña de retribución para matar a los perpetradores del genocidio armenio.  

## Biografía
Nacido en El Cairo, Egipto, el 18 de enero de 1865, era nieto de Mehmet Alí de Egipto, a menudo considerado el fundador del Egipto moderno. Fue educado por profesores particulares y más tarde en Suiza. En 1890 o 1895, se casó con Emine İnci Tosun, hija de Mehmed Tosun Pasha. A finales de la década de 1890, el Palacio de Said Halim Pasha en el centro de El Cairo fue construido para él por el arquitecto italiano Antonio Lasciac.
Después del asesinato de Mahmud Shevket Pachá el 11 de junio de 1913, primero se le otorgó el rango de visir, y al día siguiente (12 de junio de 1913) fue nombrado para el despacho del Gran Visir (Primer Ministro).
Fue uno de los firmantes de la Alianza germano-otomana. Sin embargo, renunció después del incidente de la persecución de Goeben y Breslau, un evento que sirvió para cimentar la alianza otomana-alemana durante la Primera Guerra Mundial. Se afirma que Mehmed V quería una persona en la que confiara como Gran Visir, y que le pidió a Said Halim que permaneciera en su puesto el mayor tiempo posible. El mandato de Said Halim duró hasta 1917, interrumpido por los continuos enfrentamientos entre él y el Comité de Unión y Progreso, que para entonces controlaba el Gobierno Imperial del Imperio Otomano.
Durante el genocidio armenio, Said Halim puso su firma en las órdenes de deportación de la población armenia. El patriarca armenio Zaven I Der Yeghiayan le hizo un llamamiento para que cesara el terror que se estaba cometiendo contra los armenios, a lo que Said Halim respondió alegando que los informes de detenciones y deportaciones estaban siendo muy exagerados. El propio Der Yeghiayan fue posteriormente deportado.
Said Halim fue acusado de traición durante los juicios de la corte marcial después de la Primera Guerra Mundial en el Imperio Otomano, ya que tenía su firma bajo la Alianza Otomano-Alemana. Fue exiliado el 29 de mayo de 1919 a una prisión en Malta. Fue absuelto de las acusaciones y puesto en libertad en 1921, y se trasladó a Sicilia. Quería regresar a Estambul, la capital del Imperio Otomano, pero esta solicitud fue rechazada. Fue asesinado poco después en Roma por Arshavir Shirakian, un agente de la Federación Revolucionaria Armenia, por su papel en el genocidio armenio.